# Käsebrüder

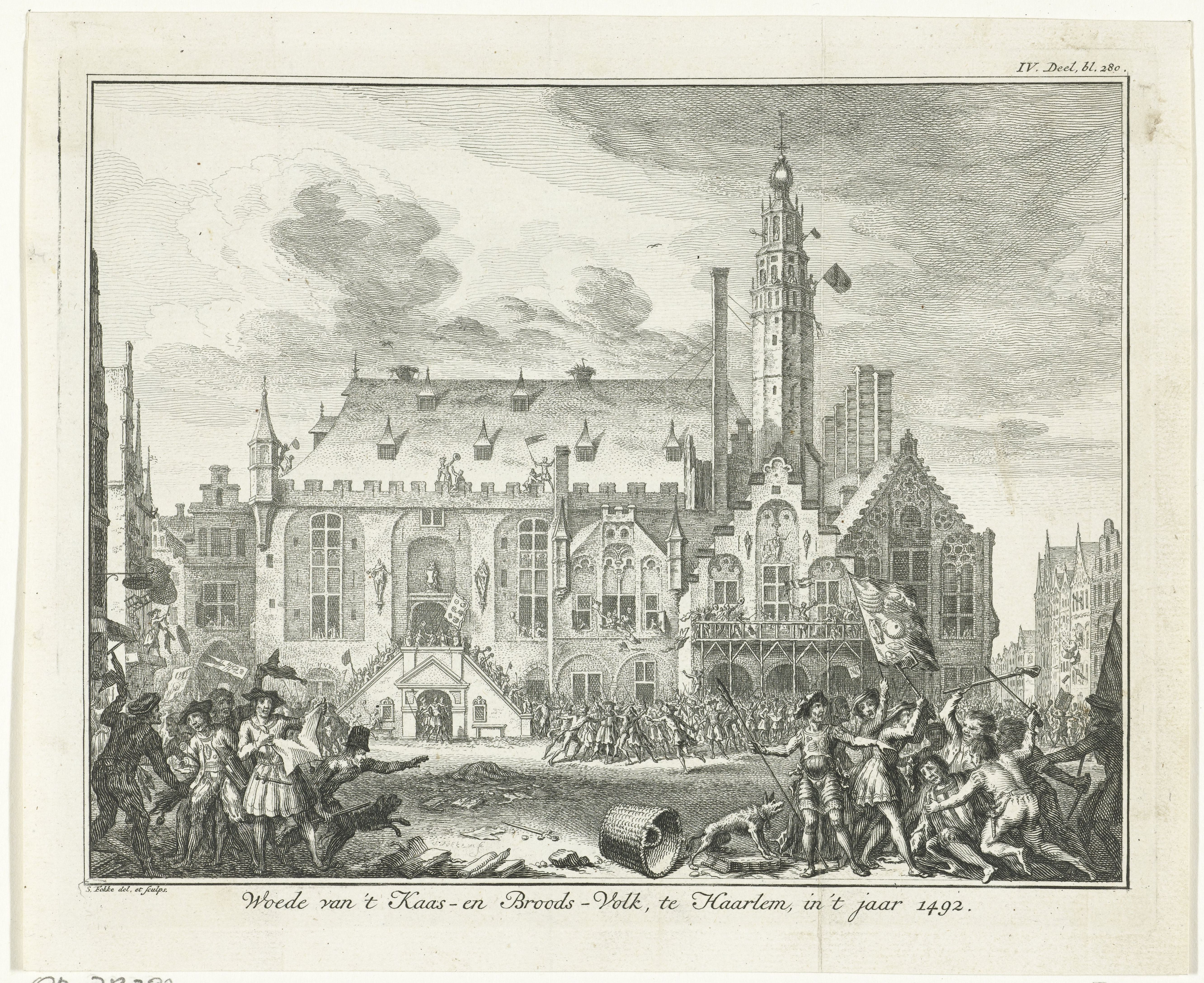
Wut des Käse- und Brotvolkes zu Haarlem im Jahr 1492 (alter Stich, Szene vor dem Haarlemer Rathaus)

Die Käsebrüder oder Käsebröder bzw. der Aufstand des Käse- und Brotvolkes (niederl. Opstand van het Kaas- en Broodvolk) ist der Name für einen Aufstand im Kennemerland und in West-Friesland (in Nordholland), einen Aufstand der Bauern und Fischer in den Jahren 1491–1492, der ausgelöst worden war durch eine Wirtschaftskrise, hohe Steuern und die Besatzungspolitik Johanns III. von Egmond, des Statthalters Maximilians I. Der Name des Aufstands rührt daher, weil die Aufständischen in ihren Fahnen einen Käse und ein Brot führten.
Unterstützt von den Bewohnern von Hoorn, Alkmaar und Haarlem wurden von den Bauern die Ortschaften besetzt. Der gehasste Schultheiß Klaas van Ruyven wurde getötet und in Stücke geschnitten. Die Rebellen stürmten und zerstörten zwei Schlösser. Der Aufstand wurde 1492 durch die Truppen des Herzogs von Sachsen Albrecht des Beherzten niedergeschlagen. Alkmaar beispielsweise hatte in der Folge seine Mauern und Tore abzureißen.